# تورنتن، یورکشر غربی
1 = population_ref (Thornton ...تورنتن، یورکشر غربیlongitudeتورنتن، یورکشر غربیlatitudeتورنتن، یورکشر غربی
تورنتن، یورکشر غربی (به انگلیسی: Thornton) یک روستا در بریتانیا است که در یورک‌شر و هامبر واقع شده‌است.

## خصوصیات
تورنتن  ۱۷٬۲۷۶ نفر جمعیت دارد.